# Altenburg (Jülich)
Altenburg is een plaats in de Duitse gemeente Jülich, deelstaat Noordrijn-Westfalen, en telt 215 inwoners (2011).